# Anneliese: The Exorcist Tapes
 Anneliese: The Exorcist Tapes (ang.  Anneliese: The Exorcist Tapes) – amerykański horror z 2011 roku. Film powstał na motywach prawdziwych przeżyć Anneliese Michel ofiary nieudanych egzorcyzmów.